# Thư viện Załuski
Thư viện Załuski (tiếng Ba Lan: Biblioteka Załuskich, tiếng Latinh: Bibliotheca Zalusciana) là một trong những thư viện lớn nhất thế giới vào thế kỷ 18, một trong những thư viện đầu tiên ở Châu Âu (và đầu tiên ở Ba Lan).

## Lịch sử
Thư viện được cặp đôi anh em Giám mục Józef Andrzej và Andrzej Stanisław Załuski sáng lập vào ngày 2 tháng 1 năm 1732 tại Warsaw.
Sau Trận chiến Kościuszko (1794), Catherine Đại đế đã ra lệnh cho quân đội Nga chiếm giữ và chuyển tài sản trong thư viện này đến bộ sưu tập cá nhân tại Saint Petersburg, nơi này sau đó trở thành cơ sở thành lập cho Thư viện Công cộng Hoàng gia (Saint Petersburg).
Sau năm 1920, nhờ Hiệp ước Riga, chính quyền Cộng hòa Xã hội chủ nghĩa Xô viết Liên bang Nga đã trả lại một phần số tài sản của thư viện Załuski cho Đệ nhị Cộng hòa Ba Lan. Không may rằng những tài sản này sau đó bị quân đội Đức Quốc Xã phá huỷ vào tháng 10 năm 1944, sau sự thất bại của cuộc Khởi nghĩa Warsaw.
Thư viện Załuski bị quân Đức phá hủy trong Thế chiến thứ hai. Sau khi chiến tranh kết thúc, nó được xây lại dưới thời Cộng hòa Nhân dân Ba Lan. Hiện nay, Thư viện Quốc gia Ba Lan với tên gọi Biblioteka Narodowa, được xem là hậu duệ của Thư viện Załuski.